# Anja Kling

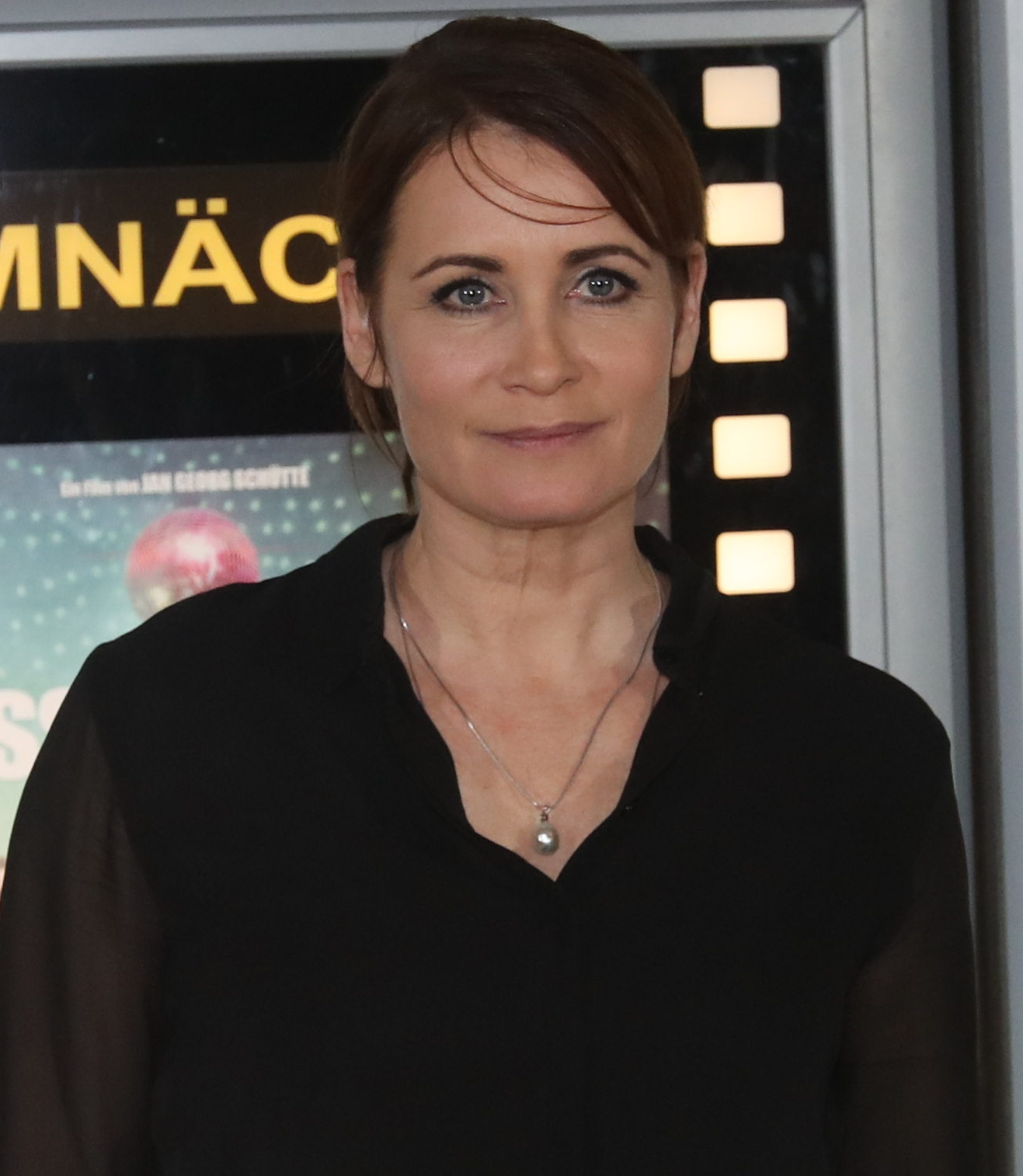
Anja Kling (2019)

Anja Kling (* 22. März 1970 in Potsdam) ist eine deutsche Schauspielerin und Synchronsprecherin. Bekannt wurde sie 1989 mit der Hauptrolle in Herrmann Zschoches Spielfilm Grüne Hochzeit. Im wiedervereinigten Deutschland war die Rolle der Helke Hagedorn in der ZDF-Serie Hagedorns Tochter ihr Durchbruch. Seit 1988 spielte sie in über 130 Film- und Fernsehproduktionen mit.

## Leben

### Herkunft und frühe Jahre
Anja Kling wurde als zweite Tochter des Filmproduzenten und Dokumentarfilmers Ulrich Kling und dessen Frau Margarita, geb. Pahl, geboren und wuchs gemeinsam mit ihrer fünf Jahre älteren Schwester, der Schauspielerin Gerit Kling, seit 1975 in Wilhelmshorst bei Potsdam auf. Ihr Vater war bis 2007 Atelierchef im DEFA-Studio für Dokumentarfilme Babelsberg, ihre Mutter ist Kunsterzieherin und seit 1994 (ihre) Schauspieleragentin. Anja Kling hat einen bessarabiendeutschen Familienhintergrund.
Die Eltern ihrer Mutter, Julius und Olga Pahl, lebten seit Generationen in Beresina in Bessarabien und kamen 1940 bei der Umsiedlung der Bessarabiendeutschen unter dem Motto Heim ins Reich nach Westpreußen, wo ihre Mutter geboren wurde.
Seit der ersten Schulklasse wollte sie Ärztin werden. Mit 16 ging sie für ein Jahr an die Ballettschule Berlin. Nach ihrem Abitur 1989 an der Helmholtz-EOS in Potsdam wollte sie Medizin studieren. Ihre Schwester, die bereits als Kind in Egon Günthers Anlauf (1971) debütierte, riet ihr, an einem offenen Casting teilzunehmen, was sie auch beherzigte und mit Erfolg absolvierte. Zunächst wurde sie für die DEFA-Produktionen Danke für die Blumen (1988, als zweite Gärtnerin), Mit Leib und Seele (1988, als Melanies Freundin) und Polizeiruf 110: Amoklauf (1989, als Mädchen) in Nebenrollen verpflichtet. Schließlich besetzte sie Herrmann Zschoche für die Hauptrolle in dem DEFA-Kinofilm Grüne Hochzeit, in dem sie die 17-jährige Fabrikarbeiterin Susanne spielt, die nach einer Liebesnacht mit ihrem Freund Robert (Marc Lubosch) ungewollt schwanger wird, heiratet und Zwillinge zur Welt bringt. Mit diesem Film im Mai 1989 wurde sie einem größeren Publikum bekannt.
Für die Jugendsendung Elf 99 moderierte sie ab 1989 zwei Jahre lang das Mädchenmagazin Paula. Nach eigenen Angaben floh Kling mit ihrer Schwester fünf Tage vor dem Mauerfall – also am 4. November 1989 – über die ČSSR nach Bayern.

### Nach der deutschen Wiedervereinigung

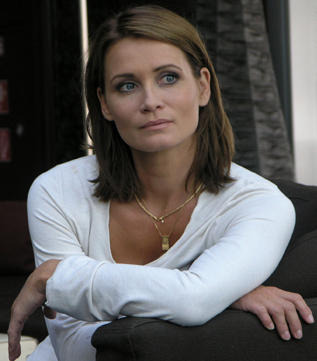
Anja Kling (2006)

Anfang der 1990er-Jahre begann sie ihr Schauspielstudium an der Schauspielschule Ernst Busch in Berlin, brach es aber wegen des Rollenangebotes der Helke Hagedorn in der ZDF-Serie Hagedorns Tochter wieder ab. Die Rolle war für Kling der Durchbruch im wiedervereinigten Deutschland. In der im August 1991 erstgesendeten siebenteiligen DFF-Fernsehserie Luv und Lee war sie unter der Regie von Hans Joachim Hildebrandt in der Rolle der Babsi erstmals an der Seite ihrer fünf Jahre älteren Schwester Gerit zu sehen. 1995 brachte ihr diese Rolle die Goldene Kamera in der Kategorie „Beste Nachwuchsschauspielerin“ ein. Kling gab an, später privaten Schauspiel- und Sprechunterricht genommen zu haben. 1996 stand sie für die zehnteilige ZDF-Abenteuerserie Verschollen in Thailand nach der DFF-Fernsehserie Luv und Lee erneut an der Seite ihrer fünf Jahre älteren Schwester vor der Kamera. Sie spielte die Nebenrolle der Katja, während Gerit die Hauptrolle der Constanze Strauten übernahm. Für ihre Hauptrolle der Barbara Greenberg Altamura in der achten und neunten Staffel der italienischen Fernsehserie La Piovra 8 erhielt sie 1998 die Goldene Nymphe und den Internationalen Kritikerpreis des Fernsehfestivals von Monte Carlo.
Zur Jahrtausendwende war Kling in dem deutsch-belarussischen Filmdrama Von Hölle zu Hölle, das in Belarus bereits 1996 uraufgeführt wurde, in der Rolle der aus Kielce stammenden Jüdin Helena Golde, die mit ihrem Ehemann Hendrik deportiert werden sollen, aber ihren KZ-Aufenthalt überleben, zu sehen. In Johannes Fabricks Fernsehzweiteiler Der Seerosenteich, nach dem gleichnamigen Roman von Christian Pfannenschmidt, agierte sie als beste Freundin der von Natalia Wörner dargestellten Modeschöpferin Isabelle Corthen. Anfang 2003 sah man sie an der Seite von Lisa Martinek als Gerit Raische in Uwe Jansons Kriminalfilm Jagd auf den Flammenmann. Im Oktober 2003 war sie neben Maja Maranow in Matti Geschonnecks Melodram Liebe Schwester in der Hauptrolle der an Brustkrebs erkrankten Judith Wlassek zu sehen. Geschonneck besetzte sie für eine weitere Hauptrolle in dem Fernsehfilm Die Ärztin (März 2004), wo sie die nach dem privaten Glück suchende Gefäßchirurgin Inga Neumann, die vom Chefarzt befördert wird, indem sie Transplantationen selbst operieren darf, spielte. Im selben Jahr war sie in dem Kinofilm (T)Raumschiff Surprise – Periode 1 zu sehen, in dem sie die Rolle der Königin Metapha übernahm, eine Parodie auf die Star-Wars-Figuren Prinzessin Leia und Padmé Amidala. Ebenfalls 2004 begann sie bei Christian Tramitz in dessen Comedyserie Tramitz & Friends mitzuspielen und erhielt dafür den Deutschen Comedypreis sowie einen Bambi.
In dem historischen Sat.1-Fernsehzweiteiler Wir sind das Volk – Liebe kennt keine Grenzen (2008) übernahm sie die Hauptrolle der jungen Mutter Katja Schell, die ihren bereits vor Jahren in den Westen geflüchteten Mann über die ungarische Grenze nachfolgen will, wo sie allerdings aufgegriffen wird und in der Untersuchungshaftanstalt der Stasi in Hohenschönhausen inhaftiert wird. Für ihre dort erbrachte schauspielerische Leistung wurden ihr drei Preise verliehen: die Goldene Kamera (als „Beste Schauspielerin“), der Bayerische Fernsehpreis (als „Beste Schauspielerin in einem Fernsehfilm“) sowie als Ensemblepreis der Deutsche Fernsehpreis. Im Februar 2009 war sie in den deutschen Kinos als Mutter von Lilli in dem Kinderfilm Hexe Lilli – Der Drache und das magische Buch zu sehen. Für die Fortsetzungen Hexe Lilli – Die Reise nach Mandolan (2011) von Harald Sicheritz und Hexe Lilli rettet Weihnachten (2017) von Wolfgang Groos wurde sie ebenfalls als Lillis Mutter besetzt, wobei die Hexe Lilli von drei verschiedenen Jungschauspielerinnen gespielt wurde.
Für die Titelrolle der strengen Ermittlerin Hannah Mangold in dem Kriminalfilm Hannah Mangold & Lucy Palm wurde sie 2012 mit dem Bayerischen Fernsehpreis als „Beste Schauspielerin in einer Serie und Reihe“ ausgezeichnet. Im März 2013 wurde mit Tot im Wald eine Fortsetzung des Films gesendet. In Thomas Schadts dokumentarischen Fernsehfilm Der Rücktritt (2014) übernahm sie als Bettina Wulff die Rolle der damaligen Ehefrau des zehnten deutschen Bundespräsidenten Christian Wulff. In der deutsch-österreichischen Fernseh-Tragikomödie Chuzpe – Klops braucht der Mensch! (2015) war sie als Tochter des Holocaust-Überlebenden Edek Rotwachs (Dieter Hallervorden) zu sehen.
Im April 2015 startete das ZDF unter dem Sendetitel Die Wallensteins eine neue Kriminalfilmreihe mit ihr als Kriminalhauptkommissarin Bärbel Wallenstein in der Hauptrolle. Nach der zweiten Episode unter dem neuen Sendetitel Dresden Mord wurde die Reihe im Sommer 2016 wegen schlechter Kritiken und einer unter der Erwartung liegenden Einschaltquote von 4,96 Millionen Zuschauern eingestellt.

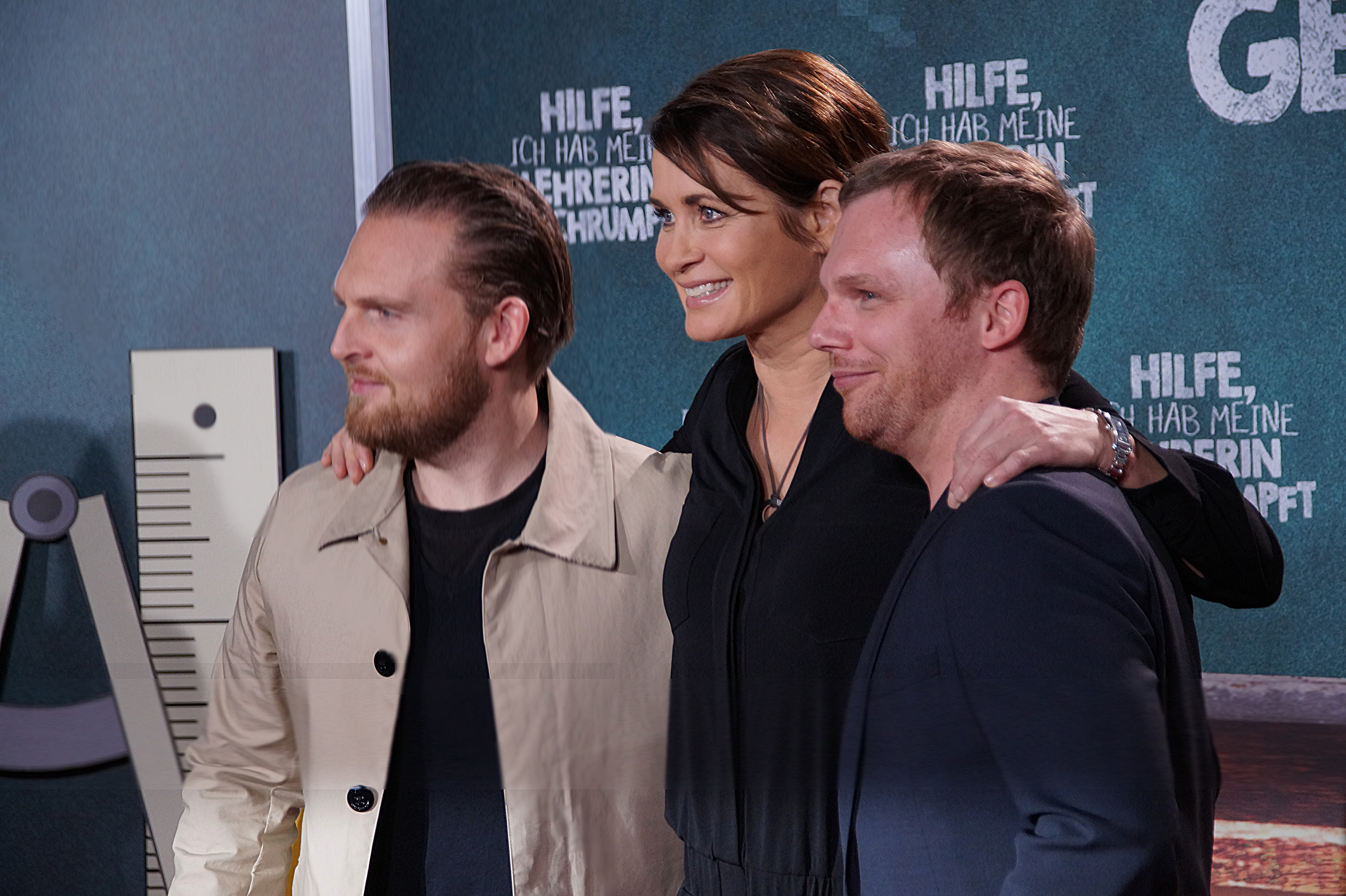
Anja Kling (Mitte) bei der Premiere von Hilfe, ich habe meine Lehrerin geschrumpft

In dem im Dezember 2015 nach dem gleichnamigen Kinderbuch von Sabine Ludwig uraufgeführten Kino-Kinderfilm Hilfe, ich hab meine Lehrerin geschrumpft war sie als strenge Schulrektorin Dr. Schmitt-Gössenwein, die von ihrem elfjährigen Problemschüler Felix auf Daumengröße geschrumpft wird, gespielt von Oskar Keymer, in einer der Hauptrollen zu sehen. In der Fortsetzung Hilfe, ich hab meine Eltern geschrumpft, war sie ab Januar 2018 erneut in dieser Rolle zu sehen.
2019 sah man sie als Stefanie in einer der Hauptrollen in Jan Georg Schüttes Improvisationsfilm Klassentreffen über eine Schulklasse, die vor 25 Jahren ihr Abitur absolviert hat, und sich nach all der Zeit wiedersieht. Von Oktober 2019 bis Dezember 2024 ermittelte Kling als Leiterin des Kommissariats K14 der Mordkommission Leipzig in der ZDF-Krimireihe Das Quartett. Im März 2020 war sie an der Seite von Philipp Hochmair zu sehen als Gräfin Sophia von Szápáry in einer der Hauptrollen der achtteiligen österreichisch-deutsch-tschechischen Fernsehserie Freud von ORF und Netflix. Seit 2022 spielt sie an der Seite von Oliver Mommsen in der ARD-Fernsehreihe Schule am Meer die Flensburger Berufsschuldirektorin Katharina Hendriks.
Daneben betätigt sie sich seit Mitte der 1990er-Jahre auch als Synchronsprecherin, unter anderem synchronisierte sie 1997 die US-amerikanische Schauspielerin Meg Ryan, indem sie die weibliche Hauptrolle der Anastasia im gleichnamigen Zeichentrickfilm einsprach.

### Sonstiges und Privates
2007 erschien Klings Autobiografie unter dem Titel Meine kleine Großfamilie: 6 Erwachsene, 3 Kinder und jede Menge Action beim List Verlag. Im April 2020 veröffentlichte sie gemeinsam mit ihrer Schwester Gerit in reiner Dialogform das Buch Dann eben ohne Titel… Wir konnten uns mal wieder nicht einigen: Zwei Schwestern, eine Geschichte, in welchem sie persönlich Erlebtes und private Geschichten von sich erzählen.
Sie nimmt regelmäßig gemeinsam mit ihrer Schwester teil an den Schlittenhunderennen der Baltic Lights, die sich für die Welthungerhilfe engagieren.
Kling lebt in Wilhelmshorst bei Potsdam, wo sie auch aufgewachsen ist. Aus einer zwanzigjährigen Beziehung mit dem Aufnahmeleiter Jens Solf entstammen zwei Kinder, ein Sohn und eine Tochter. Im November 2012 gab Kling bekannt, dass sie und Solf getrennt leben. Im September 2018 heiratete sie auf Schloss Blankensee den Filmbeleuchter Oliver Haas, den sie drei Jahre zuvor bei einem Filmdreh kennengelernt hatte.

## Filmografie

### Kino
- 1988: Mit Leib und Seele
- 1989: Grüne Hochzeit
- 1990: Über die Grenzen
- 1995: Die Sturzflieger
- 1996: Von Hölle zu Hölle
- 2000: Zurück auf Los!
- 2001: Quatermain – Der Schatz der Könige
- 2003: Das fliegende Klassenzimmer
- 2003: September
- 2004: (T)Raumschiff Surprise – Periode 1
- 2005: Es ist ein Elch entsprungen
- 2006: Allein gegen die Angst
- 2006: Wo ist Fred?
- 2009: Hexe Lilli – Der Drache und das magische Buch
- 2009: Männersache
- 2010: Hanni & Nanni
- 2011: Hexe Lilli – Die Reise nach Mandolan
- 2012: Fünf Freunde
- 2012: Hanni & Nanni 2
- 2015: Hilfe, ich hab meine Lehrerin geschrumpft
- 2016: Unsere Zeit ist jetzt
- 2017: Hexe Lilli rettet Weihnachten
- 2018: Hilfe, ich hab meine Eltern geschrumpft
- 2021: Hilfe, ich hab meine Freunde geschrumpft
- 2025: Wunderschöner

### Fernsehen

#### Fernsehfilme (Auswahl)
- 1988: Danke für die Blumen
- 1990: Alter Schwede
- 1992: Lenz
- 1992: Landschaft mit Dornen
- 1993: Ein Mord danach
- 1995: Eingeschlossen – Die Nacht mit dem Mörder
- 1995: Tödliche Wahl (Dreiteiler)
- 1995: Eine Frau will nach oben
- 1997: Das Hochzeitsgeschenk
- 1998: Twiggy – Liebe auf Diät
- 1999: Warten ist der Tod (Zweiteiler)
- 1999: Biikenbrennen – Der Fluch des Meeres
- 2000: Der arabische Prinz
- 2000: Das Herz des Priesters
- 2001: Amokfahrt zum Pazifik
- 2001: Jenseits
- 2001: Ehemänner und andere Lügner
- 2002: Liebesau – Die andere Heimat (Vierteiler, Teil Oktober 1979)
- 2002: Liebe Schwester
- 2003: Der Seerosenteich (Zweiteiler)
- 2003: Jagd auf den Flammenmann
- 2004: Die Ärztin
- 2005: Irren ist sexy
- 2006: Freundinnen fürs Leben
- 2006: Wo ist Fred?
- 2007: Küss mich, Genosse!
- 2007: Die Masche mit der Liebe
- 2008: Verrückt nach Emma
- 2008: Wir sind das Volk – Liebe kennt keine Grenzen (Zweiteiler)
- 2008: Die Frau aus dem Meer
- 2008: Der Amokläufer – Aus Spiel wird Ernst
- 2009: Mama kommt!
- 2009: Engel sucht Liebe
- 2010: Die Grenze
- 2010: Es war einer von uns
- 2010: Undercover Love
- 2011: Vom Ende der Liebe
- 2011: Es ist nicht vorbei
- 2012: Hannah Mangold & Lucy Palm
- 2012: Mord in Ludwigslust
- 2012: Familie Windscheidt – Der ganz normale Wahnsinn
- 2012: Hänsel und Gretel
- 2013: Das Adlon. Eine Familiensaga (Fernsehdreiteiler, Teil 1 & 2)
- 2013: Tot im Wald
- 2013: Einmal Leben bitte
- 2014: Der Rücktritt
- 2014: Kein Entkommen
- 2014: Verhängnisvolle Nähe
- 2014: Die Lichtenbergs – zwei Brüder, drei Frauen und jede Menge Zoff
- 2015: Chuzpe – Klops braucht der Mensch!
- 2017: Der gleiche Himmel (Dreiteiler)
- 2017: Zweibettzimmer
- 2017: Honigfrauen (Dreiteiler, Teil Urlaub im Paradies)
- 2017: Angst – Der Feind in meinem Haus
- 2017: Der Kommissar und das Kind
- 2018: Urlaub mit Mama
- 2018: Jenseits der Angst
- 2019: Klassentreffen
- 2019: Der Auftrag
- 2019: Aus Haut und Knochen
- 2021: Dreiraumwohnung

#### Fernsehserien und -reihen (Auswahl)
- 1988: Polizeiruf 110: Amoklauf
- 1989: Der Staatsanwalt hat das Wort: Millionenerben
- 1990: Luv und Lee (Folge Gegenwind)
- 1990: Polizeiruf 110: Tödliche Träume
- 1990: Polizeiruf 110: Das Duell
- 1991: Polizeiruf 110: Zerstörte Hoffnung
- 1991: Der Staatsanwalt hat das Wort: Verliebt – verloren
- 1992: Sherlock Holmes und die sieben Zwerge (Folge Das Geheimnis des Turmzimmers)
- 1992, 1997: Der Alte (verschiedene Rollen, 2 Folgen)
- 1993: Unser Lehrer Doktor Specht (Folge Ein paar Einbrüche)
- 1993: Der Landarzt (3 Folgen)
- 1993, 1996: Derrick (verschiedene Rollen, 2 Folgen)
- 1994: Fritze Bollmann will nicht angeln (7 Folgen)
- 1994: Verliebt, verlobt, verheiratet (Folge Raum ist auch in der kleinsten Hütte)
- 1994: Hagedorns Tochter (13 Folgen)
- 1995: Das Traumschiff: Tasmanien
- 1996: Rosamunde Pilcher: Lichterspiele
- 1996–1997: Friedemann Brix – Eine Schwäche für Mord (10 Folgen)
- 1997: Solo für Sudmann (Folge Im Zweifel für den Angeklagten)
- 1997: Verschollen in Thailand (10 Folgen)
- 1997: Kap der guten Hoffnung (3 Folgen)
- 1997–1998: Allein gegen die Mafia (La Piovra, 3 Folgen)
- 1998: Im Namen des Gesetzes (Folge Schleichender Tod)
- 1999: Siska (Folge Der Bräutigam der letzten Tage)
- 2000: Tatort: Direkt ins Herz
- 2002: Im Zeichen der Sterne: Herz in Flammen
- 2004: Nachtschicht – Vatertag
- 2007: Tatort: Schleichendes Gift
- 2009: Einsatz in Hamburg – Tödliches Vertrauen
- 2010: Kommissarin Lucas – Spurlos
- 2011: Das Traumschiff: Bora Bora
- 2011–2017: Spreewaldkrimi (3 Folgen)
  - 2011: Die Tränen der Fische
  - 2012: Feuerengel
  - 2017: Zwischen Tod und Leben
- 2015: Der Lack ist ab (2 Folgen)
- 2015–2016: Dresden Mord (2 Folgen)
  - 2015: Dresdner Dämonen
  - 2016: Nachtgestalten
- seit 2015: Nordholm (Filmreihe)
  - 2015: Tod eines Mädchens (Fernsehzweiteiler)
  - 2019: Die verschwundene Familie (Fernsehzweiteiler)
  - 2023: Die Frau im Meer (Fernsehzweiteiler)
- 2016: Solo für Weiss – Die Wahrheit hat viele Gesichter
- 2017: Harter Brocken: Die Kronzeugin
- 2017: Tatort: Dunkle Zeit
- 2017: Wishlist (5 Folgen)
- 2019–2024: Das Quartett
  - 2019: Der lange Schatten des Todes
  - 2020: Das Mörderhaus
  - 2021: Die Tote vom Balkon
  - 2022: Dunkle Helden
  - 2023: Tödliche Lieferung
  - 2023: Mörderischer Pakt
  - 2024: Das Schweigen
  - 2024: Patient Nr. 13
- 2020: Freud (8 Folgen)
- 2021: In Wahrheit: In einem anderen Leben
- 2021: Der Palast (6 Folgen)
- 2022: Das Begräbnis (6 Folgen)
- seit 2022: Schule am Meer (Fernsehserie)
  - 2022: Schule am Meer – Frischer Wind
  - 2023: Schule am Meer – Familienbande

## Synchronisation
- 1997: Blutige Rache in Tucson als Melody für Gisèle Sandré
- 1997: Alibi – Dein Mörder spielt mit als Beth für Laurie Holden
- 1997: Anastasia als Anastasia für Meg Ryan
- 1998: Der Prinz von Ägypten als Miriam für Sandra Bullock
- 1999: Zeitreise in die Katastrophe als Elizabeth Wintern für Catherine Bell
- 2000: Python – Lautlos kommt der Tod als Kristin für Dana Barron
- 2000: Woman on Top als Isabella Oliveira für Penélope Cruz
- 2004: Varian’s War – Ein vergessener Held als Miriam Davenport für Julia Ormond
- 2008: Ponyo – Das große Abenteuer am Meer als Lisa für Tomoko Yamaguchi/Tina Fey
- 2014: Der Retter als Stéphane für Emmanuelle Devos
- 2016: Ein perfektes Leben als Marianne für Emmanuelle Devos
- 2016: Angry Birds – Der Film als Mathilde für Maya Rudolph
- 2017: Emoji – Der Film als Smiler für Maya Rudolph
- 2018: Peter Hase als Wuschelpuschel für Daisy Ridley
- 2019: Angry Birds 2 – Der Film als Mathilde für Maya Rudolph

## Hörbücher
- 2009: Sally Koslow: Ich, Molly Marx, kürzlich verstorben, der Hörverlag, ISBN 978-3-8445-0541-2

## Autobiografien
- 2007: Meine kleine Großfamilie: 6 Erwachsene, 3 Kinder und jede Menge Action. List, Berlin 2007, ISBN 978-3471795668
- 2020: Dann eben ohne Titel… Wir konnten uns mal wieder nicht einigen: Zwei Schwestern, eine Geschichte. ARISTON, ISBN 978-3424202236

## Auszeichnungen
- 1995: Goldene Kamera (Lilli-Palmer-Gedächtniskamera) als „Beste deutsche Nachwuchsschauspielerin“
- 2004: Deutscher Comedypreis
- 2004: Bambi
- 2009: Goldene Kamera als „Beste deutsche Schauspielerin“ und Bayerischer Fernsehpreis als „Beste Schauspielerin in einem Fernsehfilm“ in Wir sind das Volk – Liebe kennt keine Grenzen. Der Mehr–Teiler wurde darüber hinaus im gleichen Jahr dreifach mit dem Deutschen Fernsehpreis geehrt.
- 2012: Bayerischer Fernsehpreis als „Beste Schauspielerin in einer Serie und Reihe“ für Hannah Mangold & Lucy Palm

1998 wurde beim Festival de Télévision de Monte-Carlo die achte Staffel der Miniserie La Piovra – Lo scandalo (Solange es Liebe gibt), in der Kling in der Rolle der Barbara Greenberg Altamura mitwirkte, sowohl mit der „Goldenen Nymphe“ als auch mit einem Kritikerpreis ausgezeichnet.